# إطلاق النار في البرلمان الأرميني

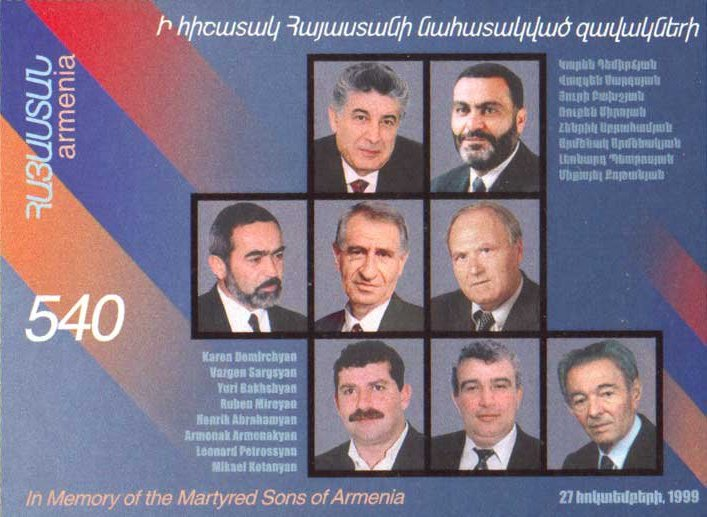
طابع بريدي أرميني عام 1999

إطلاق النار في البرلمان الأرميني عام 1999، يُعرف في أرمينيا باسم 27 أكتوبر، وهو هجوم إرهابي على الجمعية الوطنية الأرمينية في العاصمة يريفان في 27 أكتوبر 1999 من قبل مجموعة من خمسة رجال مسلحين بقيادة نايري هونانيان، مما أسفر عن مقتل اثنين من صانعي القرار الفعليين في القيادة السياسية للبلاد -رئيس الوزراء فازكين سركسيان ورئيسة البرلمان كارين ديميريشيان. وقد فاز تحالفهم ذي العقلية الإصلاحية بالأغلبية في الانتخابات البرلمانية التي أجريت في مايو من ذلك العام، وهمش عمليًا الرئيس روبرت كوتشاريان عن المشهد السياسي.
أدى إطلاق النار إلى تغييرات كبيرة في المشهد السياسي للبلاد. بقي موضوعًا للعديد من نظريات المؤامرة، والتي تشمل في الغالب الرئيس كوتشاريان، الذي تعرضت فترة ولايته بعد ذلك لانتقادات متكررة باعتبارها سلطوية. كُرم سركسيان وديميريشيان بعد وفاتهما بلقب البطل الوطني لأرمينيا.

## إطلاق النار
في 27 أكتوبر 1999، نحو الساعة 5:15 مساءً، اقتحم خمسة رجال بقيادة الصحفي والعضو السابق في الاتحاد الثوري الأرميني نايري هونانيان، مسلحين ببنادق كلاشينكوف إيه كيه-47 مخبأة تحت معاطف طويلة، مبنى الجمعية الوطنية في جادة باغراميان في يريفان، بينما كانت الحكومة تعقد جلسة أسئلة وأجوبة. قتلوا ثمانية أشخاص بالرصاص:
- فازكين سركسيان، رئيس الوزراء.
- كارين ديميريشيان، رئيس الجمعية الوطنية.
- يوري باخشيان، نائب رئيس الجمعية الوطنية.
- روبين ميرويان، نائب رئيس الجمعية الوطنية.
- ليونارد بتروسيان، وزير الشؤون العاجلة.
- هنريك أبراهاميان، عضو البرلمان.
- أرميناك أرميناكيان، عضو البرلمان.
- ميكايل كوتانيان، عضو البرلمان.

وأصاب المسلحون ما لا يقل عن 30 شخصًا في البرلمان.
كان برفقة هونانيان شقيقه كارين، وعمه فرام، واثنان آخرين. وزعمت الجماعة أنها كانت تنفذ انقلابًا، ووصفت عملها بأنه «وطني» و«ضروري للأمة لاستعادة رشدها». قالوا إنهم يريدون «معاقبة السلطات على ما تفعله بالأمة» ووصفوا الحكومة بأنها استغلالية «تمتص دماء الناس». وزعموا أن أرمينيا كانت في «وضع كارثي» وأن «المسؤولين الفاسدين» لا يفعلون أي شيء لتأمين سبل الخروج. كان فازكين سركسيان الهدف الرئيسي للمجموعة وقيل إن الوفيات الأخرى لم تكن مقصودة. وبحسب المراسلين الذين شهدوا إطلاق النار، صعد الرجال إلى سركسيان وقالوا: «كفى لشرب دمائنا»، فرد عليهم سركسيان بهدوء، «كل شيء يتم من أجلك ومن أجل مستقبل أطفالك». أصيب سركسيان عدة مرات. زعم هونانيان أن القتلى الثمانية والعشرات من الجرحى في الهجوم كانوا «ضحايا أبرياء» باستثناء حالة سركسيان، الذي قال إنه «خذل الأمة». وقالت الصحفية آنا إسريلين التي شهدت الحادث، إن «الطلقات الأولى أطلقت مباشرة على فازكين سركسيان من مسافة متر إلى مترين»، وعلى حد تعبيرها، «كان من المستحيل أن ينجو». كان المصور غاغيك ساراتيكيان أول شخص من الخارج يُسمح له بالدخول إلى المبنى بينما كان الرجال يسيطرون عليه. سجل ساراتيكيان جثتي سركسيان وديميريشيان. أخرِجت جثة سركسيان من مبنى البرلمان مساء يوم 27 أكتوبر.

### رد الحكومة
بعد وقت قصير من الهجوم، حضر المئات من رجال الشرطة والعسكريين وناقلتي جند مدرعتين إلى يريفان، وتمركزوا في جادة باغراميان المحيطة بمبنى الجمعية الوطنية. شاركت أيضًا في العملية فرقة لمكافحة الإرهاب من روسيا. في غضون ذلك، هرعت سيارات الإسعاف إلى موقع إطلاق النار. وجه الرئيس روبرت كوتشاريان عمليات قوات الأمن حول مبنى البرلمان. أثناء احتجاز نحو 50 رهينة داخل المبنى، طالب الرجال بطائرة مروحية ووقت بث على التلفاز الوطني للإدلاء ببيان سياسي.
ألقى الرئيس كوتشاريان كلمة متلفزة أعلن فيها أن الوضع تحت السيطرة. سارع المتحدث باسمه إلى وصف الرجال بأنهم «إرهابيون أفراد» وأكد أن «مبنى البرلمان فقط ومجموعة صغيرة للغاية». بعد مفاوضات ليلية مع الرئيس كوتشاريان، أطلق المسلحون سراح الرهائن وسلموا أنفسهم صباح 28 أكتوبر بعد مواجهة استمرت 17-18 ساعة. ضمن كوتشاريان الأمن الشخصي للمسلحين والحق في محاكمة حرة. في غضون ذلك، قطعت القوات المسلحة الأرمينية الطرق المؤدية إلى يريفان لأسباب أمنية.
في 28 أكتوبر 1999 أعلن الرئيس كوتشاريان الحداد لمدة ثلاثة أيام. جرت مراسم الجنازة الرسمية لضحايا إطلاق النار في البرلمان في الفترة من 30 أكتوبر وحتى 31 أكتوبر 1999. ووُضعت جثث الضحايا، ومن بينهم سركسيان، داخل مسرح أوبرا يريفان. حضر الجنازة عدد من كبار المسؤولين من نحو 30 دولة، بمن فيهم رئيس الوزراء الروسي فلاديمير بوتين والرئيس الجورجي إدوارد شيفردنادزه. صلى عليهم كل من كاريكين الثاني، كاثوليكوس جميع الأرمن، وآرام الأول، كاثوليكوس الكرسي الرسولي في قيليقية.

## رد الفعل

### العامة
وجد استطلاع للرأي أجراه مركز الدراسات الاجتماعية التابع للأكاديمية الوطنية للعلوم في أرمينيا مباشرة بعد إطلاق النار (في 30-31 أكتوبر) أن 56.9% من المستطلعين قالوا إن أحداث 27 أكتوبر كانت جريمة ضد الدولة وسلطات البلاد. اعتقد 63.4% من المستطلعين أن المجموعة الإرهابية تتكون من قتلة وخونة وأعداء.

### الدولي
- أستراليا: أدان وزير الخارجية ألكسندر دونر اغتيال كبار المسؤولين.
- فرنسا: تلقت السفارة الأرمينية في باريس برقيات من الرئيس جاك شيراك، ورئيس الوزراء ليونيل جوسبان وآخرين.[21]
- إيران: زار نائب الرئيس حسن حبيبي السفارة الأرمينية في طهران، وترك مذكرة عزاء في الكتاب بهذه المناسبة الحزينة.
- كازاخستان: بعث الرئيس الكازاخستاني نور سلطان نزارباييف برقية تعزية إلى الرئيس كوتشاريان، قال فيها إنه حادث «بربري» تلقيناه «بصدمة وسخط». أكد نزارباييف أن «هذه الجريمة الوحشية تتطلب مرة أخرى تضافر الجهود لتكثيف المعركة التي لا هوادة فيها ضد الإرهاب الذي يهدد استقرار الناس وعملهم الإبداعي وحياتهم السلمية».
- روسيا: أعرب الرئيس بوريس يلتسين عن «غضبه الشديد» و«إدانته الشديدة لأعمال الإرهابيين». كلّف السفير الروسي في يريفان بنقل «تعاطفه العميق» وتعازيه لكل من عانى «جراء هذا العمل الهمجي». كما نُقل عن الرئيس يلتسين قوله إن هناك حاجة «للحد بشكل حاسم من جميع مظاهر الإرهاب، أينما حدثت»، مشددًا على استعداد روسيا «للتعاون الوثيق بشأن هذه القضية مع جميع الأطراف المعنية».[22]
- سوريا: قدم رئيس مجلس النواب عبد القادر قدورة التعازي.
- تركيا: أعرب رئيس الوزراء بولنت أجاويد عن قلقه وصرح بأن «هذا حدث حزين ومقلق للغاية». وأضاف أن «هناك احتمالات كثيرة تتبادر إلى الذهن. بدأت عملية حوار تعطي بوادر أمل بين أذربيجان وأرمينيا. هل هو رد فعل على ذلك أم لا؟ لا أعرف».[21]
- المملكة المتحدة: قال المتحدث باسم وزارة الخارجية: «من الواضح أن هذه ضربة مروعة لأرمينيا بعد حصولها على الاستقلال في عام 1991 وجهودها لبناء ديمقراطية. لن نتغاضى عن الإرهاب».[22]

- الولايات المتحدة: أدان الرئيس بيل كلينتون إطلاق النار، واصفًا إياه بأنه «عمل أخرق»، وصرح بتجديد الدعم الأمريكي لأرمينيا. وأضاف: «في هذا الوقت المأساوي، نجدد دعمنا لشعب أرمينيا وقادته، إنهم يواصلون البناء على المبادئ التي جسدها ضحايا اليوم بشجاعة». صرح نائب الرئيس آل جور: «لقد شعرت بحزن عميق جراء هجوم اليوم المروع والوحشي على البرلمان الأرميني. أدين هذا الاعتداء على الديمقراطية الأرمينية وأقدم تعازي الحارة لأسر الضحايا». في 17 نوفمبر 1999 أصدر مجلس النواب قرارًا يدين الاغتيالات.[23]